# Eupograpta kottae
Eupograpta kottae là một loài nhện trong họ Miturgidae.
Loài này thuộc chi Eupograpta. Eupograpta kottae được miêu tả năm 2009 bởi Raven.